# Eumorsea truncaticeps
Eumorsea truncaticeps is een rechtvleugelig insect uit de familie Eumastacidae. De wetenschappelijke naam van deze soort is voor het eerst geldig gepubliceerd in 1984 door Descamps.